# Umm Kulthum
Umm Kulthum (arabsky: أم كلثوم jinými přepisy také Umm Kulthúm, Oum Kalsoum, Oum Kalthum, Omm Kolsoum, Umm Kolthoum nebo Oum Kalthoum, nejrozšířenějším anglickým přepisem plného jména: Umm Kulthum Fatima Ibrahim al-Sayyid al-Baltaji) (asi 4. května 1904 – 3. února 1975) byla egyptská zpěvačka a hudebnice. V arabském světě patřila mezi nejznámější a nejmilovanější zpěváky a její alba v prodávanosti stále překonávají řadu jiných arabských desek.
Umm Kulthum se narodila v Tamay-az-Zahayra v egyptském guvernátu Ad Daqahliyah, přesné datum narození není známo, nejpravděpodobnější je však 4. květen. Již v mladém věku ukazovala výjimečný pěvecký talent tak výrazný, že ji ve věku dvanácti let její otec přestrojil za chlapce a zaměstnal v malé koncertní skupině, kterou vedl. O čtyři roky později si ji všimli nepříliš známý zpěvák Abou El Ala Mohamed a známý hráč na loutnu Zakaria Ahmed a přizvali ji do své skupiny v Káhiře. Kvůli nesouhlasu rodiny jejich pozvání přijala až po dovršení 23 let, během čehož stále koncertovala v malých divadlech převlečena za chlapce. Úzkostlivě se vyhýbala světáckému životu velké společnosti a bohémskému životnímu stylu.
V tom čase se setkala se dvěma významnými lidmi. Prvním z nich byl Ahmed Rami, básník, který pro ni později napsal 137 písní a seznámil ji s francouzskou literaturou, kterou vystudoval na Sorbonně. Druhým byl Mohamed El Kasabji, virtuóz hry na loutnu, který Umm Kulthum uvedl Arabského divadelního paláce, kde ji potkal první velký úspěch. V roce 1932 byla již natolik známou, že mohla zahájit první velkou koncertní šňůru (ve městech jako Damašek, Bagdád, Bejrút a Tripolis). Díky svému věhlasu ji v roce 1948 přijal egyptský prezident Gamal Abdel Nasser, který se nijak netajil svým obdivem k ní. Stali se blízkými přáteli, Kulthum pracovala pro vládu v různých funkcích a jedna její píseň pro Nassera - Wallāhi Zamān, Yā Silāḥī - se dokonce stala egyptskou státní hymnou (byla jí v letech 1960-1979).
Souběžně se svou zpěváckou kariérou se pokoušela i o kariéru hereckou, rychle se jí však vzdala, protože jí chyběl osobní a emocionální kontakt s publikem. V roce 1953 se vdala za muže, kterého respektovala a obdivovala, Hassena El Hafnaoui, který po mnoho let vykonával praktickou medicínu, prosadila si však klauzuli, která jí v případě nutnosti mohla umožnit rozvod. Pokračovala ve své pěvecké kariéře a v roce 1967 obdržela telegram od francouzského prezidenta Charlese de Gaulle. Brzy nato u ní byl diagnostikován zánět ledvin.
Poslední koncert uskutečnila v Nilském paláci, lékařské testy ukázaly, že její nemoc je neoperovatelná. Odešla do Spojených států, kde chvíli těžila z vyspělejší medicínské technologie, v roce 1975, během návštěvy své vlasti, si však její upadající zdraví vyžádalo neodkladnou hospitalizaci. Přes neustávající modlitby svých krajanů Umm Kulthum zemřela 3. února v nemocnici v Káhiře.

## Vyznamenání
- nejvyšší třída Řádu ctností – Egypt, 1944 – udělil král Farúk I.
- velkostuha Řádu Nilu – Egypt
- velkokříž Řádu za zásluhy – Egypt
- velkostuha Řádu dvou řek – Irák
- velkostuha Nejvyššího řádu renesance – Jordánsko
- komtur Národního řádu cedru – Libanon
- velkostuha Řádu za občanské zásluhy – Sýrie
- velkostuha Řádu republiky – Tunisko

## Záznamy a diskografie
- Amal Hayati – Sono
- Enta Omri – Sono
- Fat el Mead – Sono Cairo
- Hagartek – EMI
- Retrospective – Artists Arabes Associes
- The Classics – CD, EMI Arabia, 2001
- La Diva – CD, EMI arabia, 1998
- La Diva II – CD, EMI Arabia, 1998
- La Diva III – CD, EMI Arabia, 1998
- La Diva IV – CD, EMI Arabia, 1998
- La Diva V – CD, EMI Arabia, 1998